# Eduardo Gilimón
Eduardo García Gilimón fue un periodista anarquista español (de origen catalán) con una destacada actuación en Argentina. Integró el grupo editor de La Protesta y fue autor de libros, folletos, libros y memorias dentro de la temática libertaria.

## Biografía
Nacido en España en fecha desconocida, viajó muy joven a la Argentina. Inicialmente fue socialista y fue redactor del periódico La Vanguardia. Según algunas versiones, en octubre de 1896 se habría ido repentinamente del periódico llevándose consigo una suma de dinero cercana a los 50 pesos destinada a propaganda, pasándose al anarquismo y dejando de llamarse "Eduardo García", para cambiar a "Eduardo Gilimón". Integró el grupo fundador el iniciador de La Protesta Humana en 1897. En 1898 participó de un debate con el socialista Pasqualetti desde las páginas de La Protesta, sobre la acción política y la emancipación del proletariado, desde una posición antielectoralista.
En 1906 tuvo una seria disputa con Alberto Ghiraldo que dirigía La Protesta desde un punto de vista algo heterodoxo para Gilimón, que era considerado un "doctrinario puro" del anarquismo. Gilimón lo sucedió en la dirección del periódico y la orientación del periódico pasó a ser más doctrinaria, teórica y reflexiva acerca de cuestiones tácticas, aunque menos subversiva que en la etapa de Ghiraldo. Por la misma época tuvo una disputa con el pedagogo racionalista Julio Barcos ya que Gilimón reprochaba a la Escuela Moderna inspirada por Francisco Ferrer Guardia falta de eficacia y efectividad.
Luego de la represión del Centenario Argentino de 1910, fue deportado, pero tiempo después pudo regresar a la Argentina; sin embargo, tuvo una militancia de bajo perfil.
Colaboró, además de La Protesta y su suplemento, con los periódicos La Nueva Era (Buenos Aires, 1923), Tierra y Libertad (Barcelona, década de 1910) y Aurora (Nueva York, 1923). Escribió Hechos y Comentarios (Buenos Aires-México-Montevideo, 1911), Un anarquista en Buenos Aires (Buenos Aires, CEAL, 1971). La obra de Gilimón es citada frecuentemente por los historiadores del anarquismo en Argentina (Angel Cappelletti, Osvaldo Bayer, Gonzalo Zaragoza Rovira, Julio Godio, etc) debido a su valor testimonial como cronista de su época.
Se desconoce la fecha de su muerte.